# جورج ستون (لاعب كرة قاعدة)
جورج ستون (بالإنجليزية: George Stone)‏ هو لاعب كرة قاعدة أمريكي، ولد في 9 يوليو 1946 في روستون في الولايات المتحدة.

## وصلات خارجية
- جورج ستون على موقع دوري كرة القاعدة الرئيسي (الإنجليزية)
- جورج ستون على موقعبيزبول رفرنس.كوم (الدوري الرئيسي) (الإنجليزية)
- جورج ستون على موقعبيزبول رفرنس.كوم (الدوري الثانوي) (الإنجليزية)
- جورج ستون على موقع إي إس بي إن.كوم (أم.أل.بي) (الإنجليزية)
- جورج ستون على موقع مشجعي الرسوم البيانية (الإنجليزية)